# Evelyn Kawamoto
Evelyn Kawamoto (ur. 17 sierpnia 1933 w Honolulu, zm. 22 stycznia 2017) – amerykańska pływaczka. Dwukrotna brązowa medalistka olimpijska z Helsinek.
Zawody w 1952 były jej jedynymi igrzyskami olimpijskimi. Indywidualnie zajęła trzecie miejsce na dystansie 400 metrów stylem dowolnym. Drugi medal zdobyła w sztafecie w stylu dowolnym. Partnerowały jej Jackie LaVine, Marilee Stepan i Jody Alderson.
Jej mężem był Ford Konno, również pływak i medalista olimpijski. 